# Petaurista alborufus
Petaurista alborufus es una especie de roedor de la familia Sciuridae.

## Distribución geográfica
Se encuentran en China y Taiwán.